# Рощинський (Стерлітамацький район)
Ро́щинський (рос. Рощинский, башк. Рощинский) — село у складі Стерлітамацького району Башкортостану, Росія. Адміністративний центр та єдиний населений пункт Рощинської сільської ради.
Населення — 1957 осіб (2010; 1757 в 2002).
Національний склад:
- татари — 27%
- росіяни — 27%